# Spirama isabella
Spirama isabella är en fjärilsart som beskrevs av Achille Guenée 1852. Spirama isabella ingår i släktet Spirama och familjen nattflyn. Inga underarter finns listade i Catalogue of Life.